# Islas Derawan

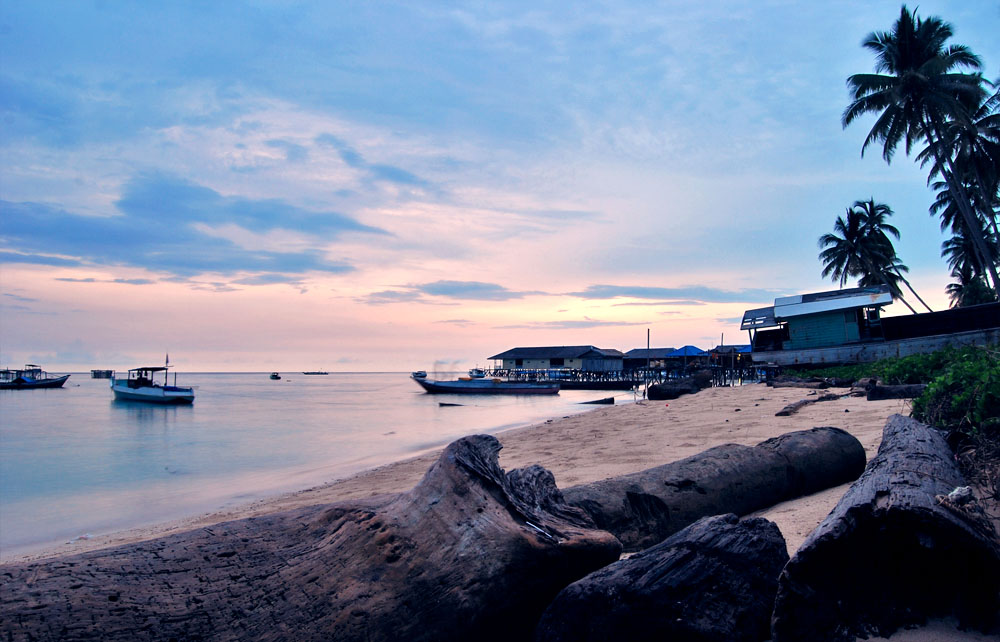
Isla de Derawan.

Las islas Derawan (en indonesio: Kepulauan Derawan) pertenecen mayoritariamente al Kabupaten de Berau, en la provincia de Borneo Oriental y algunas pertenecen al Kabupaten de Nunukan, en la provincia de Borneo Septentrional (Indonesia). Consta de 31 islas principales y varios islotes y arrecifes, situados en el mar de Célebes.

## Islas
| N.º | Nombre          | Superficie (ha) |
| --- | --------------- | --------------- |
| 1.  | Semut           | 6,9             |
| 2.  | Andongabu       | 5,3             |
| 3.  | Bakungan        | 8,7             |
| 4.  | Bantaian        | 231             |
| 5.  | Besing          | 560             |
| 6.  | Bonggong        | 123             |
| 7.  | Bulingisan      | 4,5             |
| 8.  | Derawan         | 45              |
| 9.  | Maratua         | 2376            |
| 10. | Nunukan         | 4,8             |
| 11. | Panjang         | 565             |
| 12. | Rabu-Rabu       | 27              |
| 13. | Sangalaki       | 16              |
| 14. | Sangalan        | 3,5             |
| 15. | Sapinang        | 241             |
| 16. | Semama          | 91              |
| 17. | Sidau           | 31              |
| 18. | Tiaung          | 373             |
| 19. | Pabahanan       | 2               |
| 20. | Kakaban         | 774             |
| 21. | Sodang Besar    | 6146            |
| 22. | Telasau         | 1080            |
| 23. | Tempurung       | 1291            |
| 24. | Bilang-Bilangan | 25              |
| 25. | Manimbora       | 2               |
| 26. | Blambangan      | 22              |
| 27. | Sambit          | 18              |
| 28. | Mataha          | 26              |
| 29. | Kaniungan Besar | 73              |
| 30. | Kaniungan Kecil | 10              |
| 31. | Bali Kukup      | 18              |